# Griselda (opera Antonia Vivaldiego)
Griselda – trzyaktowa opera Antonia Vivaldiego skomponowana do libretta Carlo Goldoniego dla miejskiej opery w Wenecji na sezon roku 1735.
Znane są z niej arie: Dopo un'orrida procella  (Po strasznej burzy morskiej), w której Vivaldi po raz kolejny rozwija temat burzy morskiej – po raz pierwszy opracowany w koncertach o nazwie Tempesta di Mare z lat wcześniejszych – oraz aria Agitata da due venti (Wzburzona przez dwa wiatry), spopularyzowana współcześnie przez włoską śpiewaczkę Cecilię Bartoli.